# Бахриддинов, Ромиз Мехроджович
Ромиз Мехроджович Бахриддинов (тадж. Ромиз Баҳриддинов; 12 января 1990 года) — таджикский футболист, защитник таджикского клуба «Барки Точик» (Душанбе) и национальной сборной Таджикистана. Мастер спорта международного класса(2006)

## Клубная карьера
Воспитанник душанбинской ДЮСШ «Динамо» (Душанбе). Первый тренер Влерий Рузиевич Урунов. В 2005 году начал играть за молодёжную команды душанбинского «Ориено». В 2006 году дебютировал в высшей лиге Таджикистана.
Играл за юношескую и национальную сборную страны.
В 2006 году в составе юношеской сборной Таджикистана(U-17) выступал на Чемпионате Азии в Сингапуре, где завоевал бронзовые медали и путевку на юношеский Чемпионат Мира. В 2007 году в составе юношеской сборной Таджикистана(U-17) на юношеском Чемпионате Мира в Южной Корее дошел до стадии 1/8 финала, где команда лишь в серии послематчевых пенальти уступила сборной Перу. В 2007 году провел один матч за национальную сборную Таджикистана в товарищеской встрече против сборной Омана. В 2010 году по протекции воспитанника таджикского футбола Сергея Ибадуллаева, был приглащен в студенческую команду КубГУ, с которым в том же году стал Чемпионом России среди ВУЗ-ов, так же в 2011 году завоевал бронзовые награды студенческого Чемпионата Европы в Стамбуле.

## Семья
Отец — Бахриддинов Мехродж, футбольный функционер. В период с 2012 по 2016 начальник футбольной команды «Барки Точик», ныне «Баркчи»

## Достижения
- Бронзовый призёр Чемпионата Азии среди молодежи (Сингапур, 2006)
- Чемпион России среди ВУЗ-ов (2010)
- Бронзовый призёр Чемпионата Европы среди ВУЗ-ов (Стамбул, 2011)